# Lome, Idrija
Lome so naselje na črnovrški planoti v Občini Idrija. Razložena vas na severni strani Javornika, v katerega segata dve vzporedni dolini iz širšega planega ozemlja pri Črnem vrhu. Lóme so sestavljene iz zaselkov Dolnje in Gornje Lome, Nadrt, Na griču, Na ravni, Podjesen in Zakrog.